# Propithex scintillulata
Propithex scintillulata là một loài bướm đêm trong họ Geometridae.